# Christianisme en Azerbaïdjan
Le christianisme en Azerbaïdjan est une religion minoritaire. Les chrétiens représentent 4,8 % de la population du pays. 2,5 % de la population appartient à l'Église orthodoxe russe (1998), affiliés à une Éparchie orthodoxe russe. 

## Histoire
Le christianisme s'est étendu à l'Albanie du Caucase qui correspond au territoire de l'Azerbaïdjan dans les temps apostoliques. La première étape de cette période est appelée la période des apôtres Barthélemy et Thaddée, qui ont répandu la nouvelle religion avec la bénédiction du premier patriarche de Jérusalem pour donner naissance plus tard à l'Église albanienne. La première église a été érigée dans le village de Kich. L'église de Kish a été construite après la première église chrétienne arménienne,,.

## Protestantisme
Le nombre de protestants est estimé à moins de 7 000.
Il existe une communauté luthérienne allemande à Bakou.

## Catholicisme romain
Des missionnaires catholiques arrivèrent en Azerbaïdjan dès le XIVe siècle. Au début du XXe siècle, l'Azerbaïdjan, vivait à Bakou une communauté de dix mille catholiques polonais, russes et allemands. La seule église (construite en 1912) fut fermée, à l'arrivée des bolcheviques puis démolie en 1931; son prêtre fut assassiné. Cependant en l'an 1992, un prêtre slovaque vint à Bakou fonder une communauté. Le pape Jean-Paul II visita l'Azerbaïdjan en 2002. De nos jours, la communauté catholique compte 400 fidèles autochtones et un millier d'étrangers vivent en Azerbaïdjan. Une seule paroisse existe.

## Moloques
Il y a onze communautés. Les Moloques sont une minorité chrétienne qui, tout comme les protestants en Europe occidentale, centre leurs croyances sur la Bible et rejette la hiérarchie des églises.